# Discosoma rubraoris
Discosoma rubraoris is een Corallimorphariasoort uit de familie van de Discosomatidae. De wetenschappelijke naam van de soort is voor het eerst geldig gepubliceerd in 1893 door Saville-Kent.